# 1249
1249 (MCCXLIX) a fost un an obișnuit al calendarului iulian.

## Evenimente
- 28 martie: Regele Alfonso al III-lea al Portugaliei cucerește Faro, ultimul punct stăpânit de mauri pe teritoriul portughez; sfârșitul Reconquistei în Portugalia.
- 26 mai: Bătălia de la Fossalta; Enzio, fiul bastard al împăratului Frederic al II-lea, după ce învinsese pe milanezi, este zdrobit de forțele Ligii lombarde.
- 30 mai: Ludovic al IX-lea al Franței părăsește Ciprul, pentru a debarca în Egipt.
- 6 iunie: Regele Ludovic al IX-lea al Franței ocupă Damietta, în Egipt, după care se îndreaptă spre Cairo, respingând oferta sultanului ayyubid, care îi oferea Ierusalimul, Ascalonul și Galilea orientală.

### Nedatate
- februarie-martie: Lupte de stradă între genovezi și pisani în Accra.
- Alphonse de Toulouse expulzează populația evreiască din provincia Poitou.
- Capitala Regatul Ungariei se mută de la Esztergom la Buda.
- Cetatea Mistra din Grecia este fortificată de către Guillaume II de Villehardouin, principele de Ahaia.
- Maurii pierd stăpânirea asupra orașului Alicante din Andaluzia, Spania.
- Omul de stat suedez Birger Jarl supune provincia Tavastia din Finlanda; începutul creștinării Finlandei, prin crearea episcopiei de la Åbo (Turku).
- Orașul Copenhaga este devastat, iar Stralsund este ars din temelii de către forțele orașului rival Lübeck.
- Pho Khun Shi creează statul Sukhothai din Thailanda.

## Arte, științe, literatură și filozofie
- Fondarea primului colegiu de la Oxford, University College.

## Nașteri
- 9 iulie: Kameyama, împărat al Japoniei (d. 1264)
- Alida de Siena, sfântă (d. ?)
- Eric al V-lea, viitor rege al Danemarcei (d. 1286)
- Frederic I, margraf de Baden (d. 1268)
- Ioan al XXII-lea, papă (d. 1334)
- Menacherim Meiri, rabin (d. ?)

## Decese
- 6 iulie: Alexandru al II-lea, rege al Scoției (n. 1198)
- 19 iulie: Jacopo Tiepolo, doge al Veneției (n. ?)
- 27 septembrie: Raymond al VII-lea, conte de Toulouse (n. 1197)
- Song Ci, fizician și judecător chinez (n. 1186)

## Înscăunări
- 6 iulie: Alexandru al III-lea, rege al Scoției (1249-1286).
- 27 septembrie: Alphonse de Poitiers, frate al lui Ludovic al IX-lea și soț al lui Jeanne de Toulouse, conte de Toulouse.